# Chiesa dei Santi Pietro e Paolo (Torino)
La chiesa dei Santi Pietro e Paolo è una chiesa cattolica di Torino situata nel quartiere San Salvario.

## Storia e descrizione
Su progetto di Carlo Velasco, la prima pietra fu posata nel 1863, mentre due anni più tardi l'edificio fu consacrato alla presenza del principe Amedeo di Savoia. Durante i bombardamenti che interessarono il capoluogo piemontese nella seconda guerra mondiale si registrarono ingenti danni al soffitto, al pavimento, all'organo e ai lampadari artistici, nonché alla sagrestia che fu incendiata.
L'edificio possiede un'imponente facciata con un affresco e due campanili sotto i quali figurano le statue dei santi Pietro e Paolo. Gli interni sono caratterizzati da uno stile rinascimentale affiancato a quello greco. La chiesa possiede tre navate divise da dodici colonne, su ognuna delle quali vi è un medaglione per ogni apostolo. Sul lato destro figura la cappella in mogano e marmo dedicata a san Massimo, sotto la cui effigie figura un toro, simbolo del capoluogo piemontese, mentre sul lato sinistro vi è il battistero, dentro il quale vi sono i gruppi in cotto del battesimo di Cristo e delle tre virtù teologali. Il pulpito è decorato in stile rinascimentale ad opera di Enrico Reffo, mentre l'altare presenta una grande pala raffigurante La caduta di Simon Mago ad opera di Andrea Gastaldi. L'organo in noce possiede 4000 canne e sette campane in fa maggiore.